# Salient Glacier
Salient Glacier är en glaciär i Antarktis. Den ligger i Östantarktis. Nya Zeeland gör anspråk på området. Salient Glacier ligger 1 538 meter över havet.
Terrängen runt Salient Glacier är varierad, och sluttar österut. Trakten är obefolkad. Det finns inga samhällen i närheten.